# Powervolley Milano 2014-2015
Questa voce raccoglie le informazioni riguardanti la Powervolley Milano nelle competizioni ufficiali della stagione 2014-2015.

## Stagione
La stagione 2014-15 è per la Powervolley Milano, sponsorizzato da Revivre, la prima in Superlega: la squadra infatti scambia il titolo sportivo con la Callipo Sport ottenendo il diritto di partecipazione alla massima divisione italiana. Viene confermato l'allenatore Marco Maranesi, mentre della rosa che aveva disputato la Serie A2 2013-14 rimangono solamente Milan Bencz, Andrea Cerbo, Giordano Mattera e Damiano Valsecchi: tra i giocatori acquisti si segnalano Giorgio De Togni, Vinicius dos Santos, Robert Horstink, Marco Rizzo, Stefano Patriarca e Péter Veres, quest'ultimo arrivato a stagione in corso, mentre vengono ceduti Emiliano Giglioli, Nemanja Jakovljević, Luca Sirri, Matteo Bertoli e Sergio Seregni.
Il campionato ha inizio con cinque sconfitte consecutive: la prima vittoria arriva alla sesta giornata, in trasferta, per 3-2, contro la Pallavolo Padova; dopo altre due gare perse, seguono due successi consecutivi, rispettivamente ai danni del Volley Milano e della Pallavolo Città di Castello, entrambe al tie-break: il girone di andata si chiude con altri due stop ed il dodicesimo posto in classifica, che non permette l'accesso alla Coppa Italia. In tutto il girone di ritorno il club di Milano vince una sola partita, alla ventiquattresima giornata, in casa della Pallavolo Città di Castello e guadagna altri due punti con due gare perse al tie-break, alla ventesima giornata contro la Pallavolo Padova e alla ventitreesima giornata contro il Volley Milano: chiude la regular season confermando il dodicesimo posto in classifica.

## Organigramma societario
Area direttiva
- Presidente: Carlos Rosares
- Presidente onorario: Lucio Fusaro
- Vicepresidente: Marco Collini, Anna Lopardi
- Segreteria generale: Lauro Candia

Area organizzativa
- Team manager: Marco Colombo
- Direttore generale: Fabio Carpita
- Direttore sportivo: Mirko Gatti

Area tecnica
- Allenatore: Marco Maranesi
- Allenatore in seconda: Giulio Bottino
- Scout man: Massimiliano De Marco
- Aiuto scout man: Fernando Scipioni
- Assistente allenatori: Tommaso Magnani
- Responsabile settore giovanile: Guido De Caro

Area comunicazione
- Ufficio stampa: Eugenio Peralta, Luca Ziliani
- Area comunicazione: Marta Robecchi
- Grafica e sviluppo: Renato Santambrogio
- Speaker: Diego Mortalò
- Fotografo: Alessandro Pizzi

Area marketing
- Ufficio marketing: Marta Robecchi
- Responsabile eventi: Jorgena Kerrci
- Biglietteria: Ivan D'Altoè

Area sanitaria
- Responsabile staff medico: Claudio Benenti
- Preparatore atletico: Alessandro Mattilori, Francesco Russo
- Fisioterapista: Marco Candiloro
- Osteopata: Marco Candiloro, Luca Tonetti

## Rosa
| N° | Nome                | Ruolo | Data di nascita  | Nazionalità sportiva |
| -- | ------------------- | ----- | ---------------- | -------------------- |
| 1  | Milan Bencz         | S/O   | 5 settembre 1987 | Slovacchia           |
| 2  | Willian Bermudez    | S/O   | 5 agosto 1994    | Colombia             |
| 4  | Robert Horstink     | S     | 26 dicembre 1981 | Paesi Bassi          |
| 5  | Joseph Kauliakamoa  | P     | 12 agosto 1989   | Stati Uniti          |
| 6  | Andrea Cerbo        | L     | 21 maggio 1985   | Italia               |
| 7  | Bruno Temponi       | S     | 11 febbraio 1986 | Brasile              |
| 8  | Stefano Patriarca   | C     | 23 luglio 1987   | Italia               |
| 9  | Marco Rizzo         | L     | 2 gennaio 1990   | Italia               |
| 10 | Giordano Mattera    | P     | 29 agosto 1983   | Italia               |
| 11 | Giorgio De Togni    | C     | 7 luglio 1985    | Italia               |
| 12 | Vinicius dos Santos | S     | 10 maggio 1986   | Brasile              |
| 13 | Péter Veres         | S     | 22 febbraio 1979 | Ungheria             |
| 14 | Alessandro Preti    | S     | 7 agosto 1992    | Italia               |
| 17 | Damiano Valsecchi   | C     | 28 agosto 1991   | Italia               |

## Mercato
| Acquisti | Acquisti            | Acquisti          | Acquisti   |
| R.       | Nome                | da                | Modalità   |
| -------- | ------------------- | ----------------- | ---------- |
| S/O      | Willian Bermudez    | Valle del Cauca   | definitivo |
| C        | Giorgio De Togni    | Piemonte          | definitivo |
| S        | Vinicius dos Santos | RJ                | definitivo |
| S/O      | Andrea Galaverna    | Corigliano Volley | definitivo |
| S        | Robert Horstink     | Ziraat Bankası    | definitivo |
| P        | Joseph Kauliakamoa  | Porto Robur Costa | definitivo |
| C        | Stefano Patriarca   | Lube              | definitivo |
| S        | Alessandro Preti    | Segrate           | definitivo |
| L        | Marco Rizzo         | Argos             | definitivo |
| S        | Bruno Temponi       | APAV              | definitivo |
| S        | Péter Veres         | Al-Rayyan         | definitivo |

| Cessioni | Cessioni            | Cessioni          | Cessioni   |
| R.       | Nome                | a                 | Modalità   |
| -------- | ------------------- | ----------------- | ---------- |
| C        | Marco Barsi         | Olimpia Bergamo   | definitivo |
| S        | Matteo Bertoli      | Tricolore         | definitivo |
| S/O      | Matteo Daolio       | -                 | ritirato   |
| C        | Luca Di Felice      | ?                 | definitivo |
| S/O      | Andrea Galaverna    | Segrate           | prestito   |
| C        | Emiliano Giglioli   | Tricolore         | definitivo |
| S        | Nemanja Jakovljević | Lugano            | definitivo |
| S/O      | Edoardo Pizzileo    | Segrate           | definitivo |
| S        | Giacomo Rigoni      | Civita Castellana | definitivo |
| L        | Sergio Seregni      | Saronno           | definitivo |
| S        | Luca Sirri          | Conselice         | definitivo |
| P        | Lorenzo Tescaro     | Saronno           | definitivo |

## Risultati

### Superlega

#### Girone di andata
| 1ª giornata - 19 ottobre 2014 PalaDesio, Desio                | Powervolley Milano | 0 - 3 | Molfetta           | 21-25, 20-25, 19-25               |
| 2ª giornata - 26 ottobre 2014 PalaOlimpia, Verona             | BluVolley Verona   | 3 - 0 | Powervolley Milano | 25-20, 25-21, 25-22               |
| 4ª giornata - 2 novembre 2014 PalaDesio, Desio                | Powervolley Milano | 0 - 3 | Modena             | 20-25, 17-25, 15-25               |
| 5ª giornata - 9 novembre 2014 PalaTrento, Trento              | Trentino           | 3 - 0 | Powervolley Milano | 25-14, 25-18, 25-18               |
| 6ª giornata - 16 novembre 2014 PalaDesio, Desio               | Powervolley Milano | 0 - 3 | Lube               | 25-27, 17-25, 19-25               |
| 7ª giornata - 23 novembre 2014 PalaFabris, Padova             | Padova             | 2 - 3 | Powervolley Milano | 25-23, 25-21, 28-30, 27-29, 11-15 |
| 8ª giornata - 30 novembre 2014 PalaDesio, Desio               | Powervolley Milano | 0 - 3 | Top Volley Latina  | 20-25, 22-25, 21-25               |
| 9ª giornata - 7 dicembre 2014 PalaEvangelisti, Perugia        | Sir Safety Perugia | 3 - 1 | Powervolley Milano | 22-25, 25-17, 25-19, 25-19        |
| 10ª giornata - 14 dicembre 2014 Palazzetto dello Sport, Monza | Milano             | 2 - 3 | Powervolley Milano | 22-25, 23-25, 25-23, 25-20, 12-15 |
| 11ª giornata - 20 dicembre 2014 PalaDesio, Desio              | Powervolley Milano | 3 - 2 | Città di Castello  | 32-34, 25-23, 25-19, 15-13        |
| 12ª giornata - 26 dicembre 2014 PalaBanca, Piacenza           | Piacenza           | 3 - 1 | Powervolley Milano | 23-25, 26-24, 25-22, 25-21        |
| 13ª giornata - 28 dicembre 2014 PalaDesio, Desio              | Powervolley Milano | 0 - 3 | Porto Robur Costa  | 24-26, 23-25, 16-25               |

#### Girone di ritorno
| 14ª giornata - 3 gennaio 2015 PalaPoli, Molfetta                  | Molfetta           | 3 - 0 | Powervolley Milano | 25-23, 28-26, 25-20               |
| 15ª giornata - 18 gennaio 2015 PalaDesio, Desio                   | Powervolley Milano | 0 - 3 | BluVolley Verona   | 20-25, 18-25, 16-25               |
| 17ª giornata - 1º febbraio 2015 PalaPanini, Modena                | Modena             | 3 - 0 | Powervolley Milano | 25-14, 25-22, 25-20               |
| 18ª giornata - 8 febbraio 2015 PalaDesio, Desio                   | Powervolley Milano | 0 - 3 | Trentino           | 18-25, 19-25, 19-25               |
| 19ª giornata - 15 febbraio 2015 PalaCivitanova, Civitanova Marche | Lube               | 3 - 1 | Powervolley Milano | 18-25, 25-19, 27-25, 25-19        |
| 20ª giornata - 23 febbraio 2015 PalaDesio, Desio                  | Powervolley Milano | 2 - 3 | Padova             | 22-25, 25-21, 25-19, 27-29, 12-15 |
| 21ª giornata - 1º marzo 2015 PalaBianchini, Latina                | Top Volley Latina  | 3 - 0 | Powervolley Milano | 25-18, 25-13, 25-19               |
| 22ª giornata - 8 marzo 2015 PalaDesio, Desio                      | Powervolley Milano | 0 - 3 | Sir Safety Perugia | 27-29, 20-25, 24-26               |
| 23ª giornata - 15 marzo 2015 PalaDesio, Desio                     | Powervolley Milano | 2 - 3 | Milano             | 20-25, 25-18, 25-19, 34-36, 11-15 |
| 24ª giornata - 22 marzo 2015 Palazzetto dello Sport, Sansepolcro  | Città di Castello  | 1 - 3 | Powervolley Milano | 20-25, 24-26, 25-23, 20-25        |
| 25ª giornata - 29 marzo 2015 PalaDesio, Desio                     | Powervolley Milano | 0 - 3 | Piacenza           | 13-25, 28-30, 17-25               |
| 26ª giornata - 5 aprile 2015 PalaGalassi, Forlì                   | Porto Robur Costa  | 3 - 1 | Powervolley Milano | 23-25, 25-17, 25-23, 25-23        |

## Statistiche

### Statistiche di squadra
| Competizione | Punti | In casa | In casa | In casa | In trasferta | In trasferta | In trasferta | Totale | Totale | Totale |
| Competizione | Punti | G       | V       | P       | G            | V            | P            | G      | V      | P      |
| ------------ | ----- | ------- | ------- | ------- | ------------ | ------------ | ------------ | ------ | ------ | ------ |
| Superlega    | 11    | 12      | 1       | 11      | 12           | 3            | 9            | 24     | 4      | 20     |
| Totale       | -     | 12      | 1       | 11      | 12           | 3            | 9            | 24     | 4      | 20     |

G = partite giocate; V = partite vinte; P = partite perse

### Statistiche dei giocatori
| Giocatore      | Superlega | Superlega | Superlega | Superlega | Superlega | Totale | Totale | Totale | Totale | Totale |
| Giocatore      | P         | PT        | AV        | MV        | BV        | P      | PT     | AV     | MV     | BV     |
| -------------- | --------- | --------- | --------- | --------- | --------- | ------ | ------ | ------ | ------ | ------ |
| M. Bencz       | 23        | 335       | 292       | 25        | 18        | 23     | 335    | 292    | 25     | 18     |
| W. Bermudez    | 11        | 23        | 21        | 2         | 0         | 11     | 23     | 21     | 2      | 0      |
| A. Cerbo       | 3         | -         | -         | -         | -         | 3      | -      | -      | -      | -      |
| G. De Togni    | 23        | 132       | 93        | 32        | 7         | 23     | 132    | 93     | 32     | 7      |
| V. dos Santos  | 24        | 196       | 171       | 5         | 20        | 24     | 196    | 171    | 5      | 20     |
| R. Horstink    | 6         | 43        | 40        | 2         | 1         | 6      | 43     | 40     | 2      | 1      |
| J. Kauliakamoa | 19        | 10        | 10        | 7         | 1         | 19     | 10     | 10     | 7      | 1      |
| G. Mattera     | 24        | 36        | 16        | 11        | 9         | 24     | 36     | 16     | 11     | 9      |
| S. Patriarca   | 22        | 100       | 71        | 14        | 15        | 22     | 100    | 71     | 14     | 15     |
| A. Preti       | 19        | 51        | 39        | 9         | 3         | 19     | 51     | 39     | 9      | 3      |
| M. Rizzo       | 24        | -         | -         | -         | -         | 24     | -      | -      | -      | -      |
| B. Temponi     | 11        | 1         | 0         | 0         | 1         | 11     | 1      | 0      | 0      | 1      |
| D. Valsecchi   | 22        | 75        | 61        | 11        | 3         | 22     | 75     | 61     | 11     | 3      |
| P. Veres       | 22        | 300       | 242       | 39        | 19        | 22     | 300    | 242    | 39     | 19     |

P = presenze; PT = punti totali; AV = attacchi vincenti; MV = muri vincenti; BV = battute vincenti